# 60. ročník udílení Zlatých glóbů
60. ročník udílení Zlatých glóbů probíhal dne 19. ledna 2003 v hotelu Beverly Hilton v Beverly Hills v Kalifornii. Nominace byly oznámeny dne 19. prosince 2002. Nejvíce nominací obdržel snímek Chicago, celkem 8. 

## Vítězové a nominovaní

### Filmové počiny.
| Nejlepší film (drama) | Nejlepší film (komedie / muzikál) |
| --- | --- |
| - Hodiny - O Schmidtovi - Gangy New Yorku - Pán prstenů: Dvě věže - Pianista | - Chicago - Adaptace - Jak na věc - Moje tlustá řecká svatba - Nicholas Nickleby |
| Nejlepší herec (drama) | Nejlepší herečka (drama) |
| - Jack Nicholson jako Warren R. Schmidt – O Schmidtovi - Daniel Day-Lewis jako William „Bill, řezník“ Cutting – Gangy New Yorku - Leonardo DiCaprio jako Frank Abagnale Jr – Chyť mě, když to dokážeš - Adrien Brody jako Władysław Szpilman – Pianista - Michael Caine jako Thomas Fowler – Tichý Američan | - Nicole Kidman jako Virginia Woolf –Hodiny - Julianne Moore jako Cathy Whitaker – Daleko od nebe - Salma Hayeková jako Frida Kahlo – Frida - Diane Lane jako Constance „Connie“ Summer – Nevěrná - Meryl Streep jako Clarrisa Vaughan – Hodiny                  |
| Nejlepší herec (komedie / muzikál) | Nejlepší herečka (komedie / muzikál) |
| - Richard Gere jako Billy Flynn – Chicago - Nicolas Cage jako Charlie Kaufman/Donald Kaufman – Adaptace - Kieran Culkin jako Jason „Igby“ Slocumb Jr. – Igby - Hugh Grant jako Will Freeman – Jak na věc - Adam Sandler jako Barry Egan – Opilí láskou                                                      | - Renée Zellweger jako Roxie Hart – Chicago - Maggie Gyllenhaal jako Lee Holloway – Sekretářka - Goldie Hawn jako Suzette – Rockerky - Nia Vardalos jako Fotoula „Toula“ Portokalos – Moje tlustá řecká svatba - Catherine Zeta-Jones jako Velma Kelly – Chicago |
| Nejlepší herec ve vedlejší roli | Nejlepší herečka ve vedlejší roli |
| - Chris Cooper jako John Laroche – Adaptace - Paul Newman jako John Rooney – Road to Perdition - Dennis Quaid jako Frank Whitaker – Daleko do nebe - Ed Harris jako Richard Brown – Hodiny - John C. Reilly jako Amos Hart – Chicago                                                                        | - Meryl Streep jako Susan Orlean – Adaptace - Kathy Batesová jako Roberta Herztel – O Schmidtovi - Cameron Diaz jako Jenny Everdeane – Gangy New Yorku - Queen Latifah jako Matron „Mama“ Morton – Chicago - Susan Sarandon jako Mimi Slocumb – Igby             |
| Nejlepší režie | Nejlepší scénář |
| - Martin Scorsese – Gangy New Yorku - Stephen Daldry – Hodiny - Peter Jackson – Pán prstenů: Dvě věže - Spike Jonze – Adaptace. - Rob Marshall – Chicago - Alexander Payne – O Schmidtovi | - Alexander Payne, Jim Taylor – O Schmidtovi - Donald Kaufman, Charlie Kaufman – Adaptace - Bill Condon – Chicago - Todd Haynes – Daleko od nebe - David Hare – Hodiny                                                                                           |
| Nejlepší filmová píseň | Nejlepší hudba |
| - „The Hands That Built America“ – U2 – Gangy New Yorku - „Lose Yourself“ – Eminem – 8. míle - „Father and Daughter“ – Paul Simon – Thornberryovi na cestách - „Die Another Day“ – Madonna – Dnes neumírej - „Here I Am“ – Bryan Adams – Spirit – divoký hřebec                                             | - Elliot Goldenthal – Frida - Terence Blanchard – 25. hodina - Elmer Bernstein – Daleko od nebe - Philip Glass – Hodiny - Peter Gabriel – Rabbit-Proof Fence |
| Nejlepší cizojazyčný film | |
| - Mluv s ní (Španělsko) - Balzac a Švadlenka (Francie) - Město bohů (Brazílie) - Zločin pátera Amara (Mexiko) - Hrdina (Čína) - Nikde v Africe (Německo) | |

### Televizní počiny
| Nejlepší televizní seriál (drama) | Nejlepší televizní seriál (komedie) |
| --- | --- |
| - Policejní odznak - 24 hodin - Odpočívej v pokoji - Západní křídlo - Rodina Sopránů | - Larry, kroť se - Přátelé - Sex ve městě - Will a Grace - Simpsonovi |
| Nejlepší herec v seriálu (drama) | Nejlepší herečka v seriálu (drama) |
| - Michael Chiklis – Policejní odznak jako detektiv Vic Mackey - James Gandolfini jako Tony Soprano – Rodina Sopránů - Peter Krause jako Nate Fisher – Odpočívej v pokoji - Martin Sheen jako Josiah Bartlet – Západní křídlo - Kiefer Sutherland jako Jack Bauer – 24 hodin | - Edie Falco jako Carmela Soprano – Rodina Sopránů - Jennifer Garnerová jako Sydney Bristow – Alias - Allison Janney jako C. J. Cregg – Západní křídlo - Rachel Griffiths jako Brenda Chenowith – Odpočívej v pokoji - Marg Helgenberger jako Catherine Willows – Kriminálka Las Vegas        |
| Nejlepší herec v seriálu (komedie / muzikál) | Nejlepší herečka v seriálu (komedie / muzikál) |
| - Tony Shalhoub jako Adrian Monk – Můj přítel Monk - Larry David jako on sám – Larry, kroť se - Bernie Mac jako Bernie McCullough – The Bernie Mac Show - Matt LeBlanc jako Joey Tribbiani – Joey - Eric McCormack jako Will Truman – Will a Grace                          | - Jennifer Aniston jako Rachel Green – Přátelé - Sarah Jessica Parker jako Carrie Bradshawová– Sex ve městě - Debra Messing jako Grace Adler – Will a Grace - Bonnie Hunt jako Bonnie Malloy – Life with Bonnie - Jane Kaczmareková jako Lois Wilkerson – Malcolm v nesnázích                 |
| Nejlepší minisérie nebo TV film | |
| Stahující se mračna - Živě z Bagdádu - Cesta do války - Shackleton - Uneseni | |
| Nejlepší herec v minisérii nebo TV filmu | Nejlepší herečka v minisérii nebo TV filmu |
| Albert Finney jako Winston Churchill – Stahující se mračna - Michael Gambon jako Lyndon B. Johnson – Cesta do války - Michael Keaton jako Robert Wiener – Živě z Bagdádu - William H. Macy jako Bill Porter – Od dveří ke dveřím - Linus Roache jako Robert F. Kennedy– RFK | Uma Thurman jako Debby Miller – Duševní slepota - Helena Bonham Carter jako Ingrid Formanek – Živě z Bagdádu - Shirley MacLaine jako Mary Kay Ash – Válka Mary Kay - Helen Mirren jako paní Porterová – Od dveří ke dveřím - Vanessa Redgrave jako Clementine Churchill – Stahující se mračna |
| Nejlepší vedlejší herec v seriálu, minisérii nebo TV filmu | Nejlepší vedlejší herečka v seriálu, minisérii nebo TV filmu |
| Jeffrey Wright jako Norman „Belize“ Ariaga – Andělé v Americe - Sean Hayes jako Jack McFarland – Will a Grace - Lee Pace jako Calpernia Addams – Vojákova dívka - Ben Shenkman jako Louis Ironson – Andělé v Americe - Patrick Wilson jako Joe Pitt – Andělé v Americe      | Mary-Louise Parker jako Harper Pitt – Andělé v Americe - Kim Cattrall jako Samantha Jones – Sex ve městě - Kristin Davis jako Charlotte York Goldenblatt – Sex ve městě - Megan Mullally jako Karen Walker – Will a Grace - Cynthia Nixonová jako Miranda Hobbes – Sex ve městě               |